# 張寰
張寰（1486年—1561年），字允清，號石川，直隸蘇州府崑山縣人，民籍，明朝政治人物。

## 生平
正德五年（1510年）庚午科應天府鄉試第八十八名舉人。正德十六年（1521年）中式辛巳科會試第二百六十二名，登第二甲第六十七名進士。授济宁州知州，改任濮州，嘉靖四年（1525年）八月丁母忧。六年起補開州知州，升刑部员外郎，嘉靖八年（1529年）八月因考察降职。後復任濮州知州、刑部山西司员外郎，十八年（1539年）十二月官至通政使司右参议。嘉靖四十年卒，年七十六。

## 著作
著有《两山游录》。

## 家族
曾祖張用禮，以子張和贈刑部郎中；祖父張稹，號继畊；父張安甫，曾任奉訓大夫祁州知州，加從四品服俸進階中順大夫，封刑部员外郎。母徐氏（1453年-1525年），贈宜人。具庆下。兄张完。弟张官。
子恒慕、恒纯、恒思、恒學。